# Kevin Escoffier
Pour les articles homonymes, voir Escoffier.
Kevin Escoffier est un navigateur français né en 1980 à Saint-Malo. En double avec son père Franck-Yves, il gagne la Transat Jacques-Vabre 2005. En équipage, il remporte le trophée Jules-Verne en 2012, à bord du Maxi Banque populaire V de Loïck Peyron. Puis il gagne la Volvo Ocean Race 2017-2018, à bord du Dongfeng Race Team (en) de Charles Caudrelier.
En 2019, il devient le skipper du cinquième Imoca PRB avec lequel il participe au Vendée Globe 2020-2021.
Depuis octobre 2023, plusieurs accusations d’agression sexuelle suivies d’une suspension disciplinaire de la FFV puis de son annulation, ont conduit Kevin Escoffier à mettre sa carrière de skipper principal en pause, en attendant les résultats de l’enquête. 

## Biographie

### Jeunesse et formation
Kevin Escoffier naît le 4 avril 1980 à Saint-Malo, en Ille-et-Vilaine. Il est le fils de Franck-Yves Escoffier, patron pêcheur passionné de voile qui va s'illustrer dans la classe des multicoques de 50 pieds et frère de Loïc Escoffier également patron-pêcheur et courant dans cette même classe.
La voile et le rugby sont deux traditions familiales. Kevin est plutôt attiré par le rugby. Mais c'est finalement la voile qui prend le dessus. Il court en Class 8 et en Bénéteau 25.
À 19 ans, il quitte Saint-Malo pour suivre des études d'ingénieur en mécanique des matériaux et des structures, spécialisé dans la construction des bateaux de course : il est trois ans à l'EPF de Sceaux dont il obtient le diplôme d'ingénieur en 2004, deux ans à l'École polytechnique de Montréal et huit mois à l'université du Maryland. Il réalise son projet de fin d'études au sein de Mer agitée, l'écurie de course au large de Michel Desjoyeaux. Il y travaille sur Géant, l'Orma de Desjoyeaux.
Il enchaîne en participant à la conception du nouveau trimaran de son père, Crêpes Whaou! 2. Le bateau est mis à l'eau en avril 2005. En novembre, à son bord, Kevin gagne avec son père la Transat Jacques-Vabre.

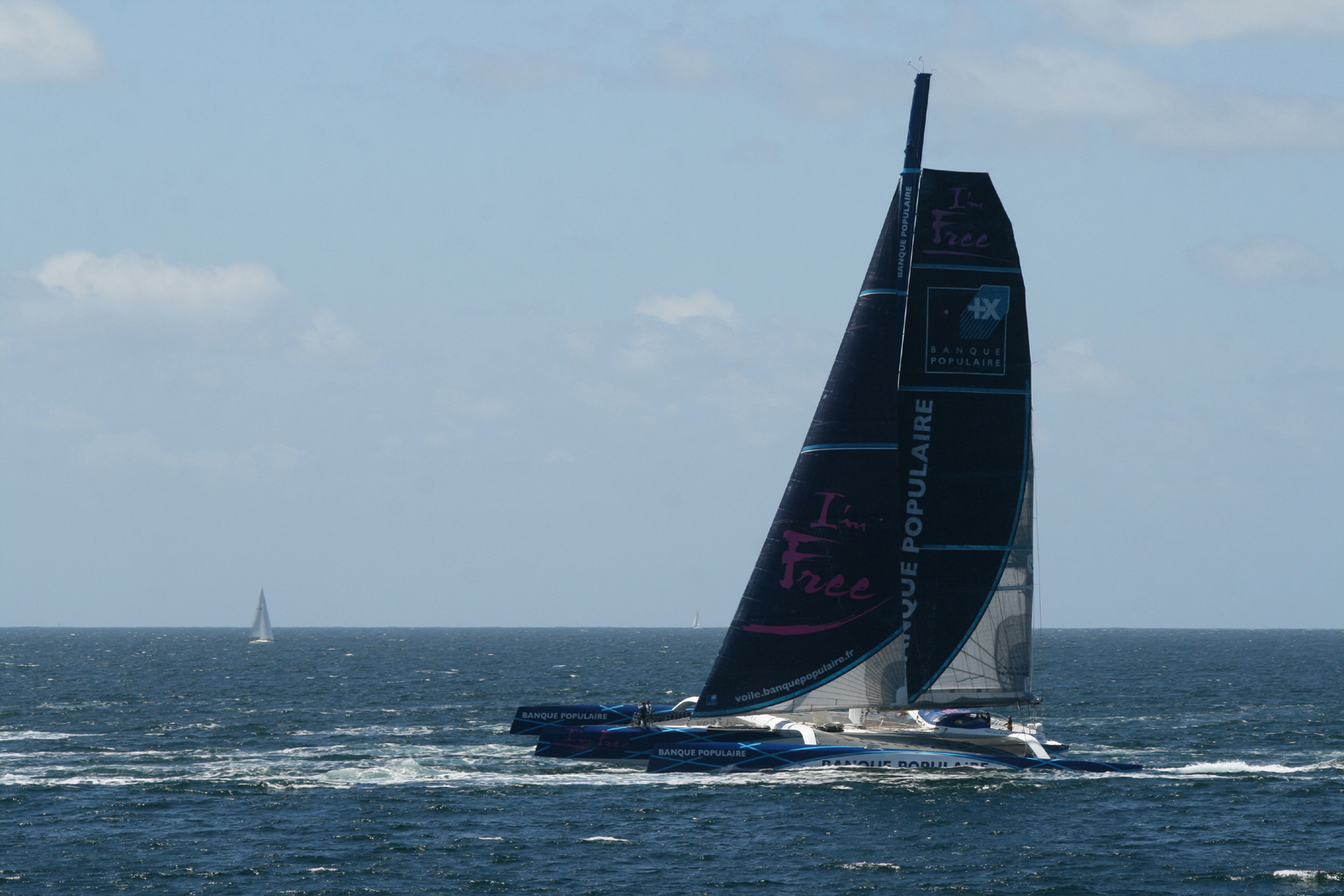
Maxi Banque populaire V.

En 2006, il intègre le team PRB au moment de la construction du quatrième Imoca PRB, un plan Farr destiné à Vincent Riou. Le bateau est mis à l'eau en septembre.

### Courses en équipage
La même année, Escoffier entre dans le Team Banque populaire en tant que chef du projet Maxi Banque populaire V. Le bateau est mis à l'eau en 2008. Escoffier embarque pour toutes les campagnes de record de ce trimaran de 40 mètres, et notamment pour le trophée Jules-Verne remporté en 2012.
Il a l'occasion de faire deux autres tours du monde en équipage. Il dispute en effet la Volvo Ocean Race à bord du Volvo Ocean 65 chinois Dongfeng Race Team (en), skippé par Charles Caudrelier. À son bord, il termine 3e de l'édition 2014-2015, et remporte celle de 2017-2018.

### Imoca

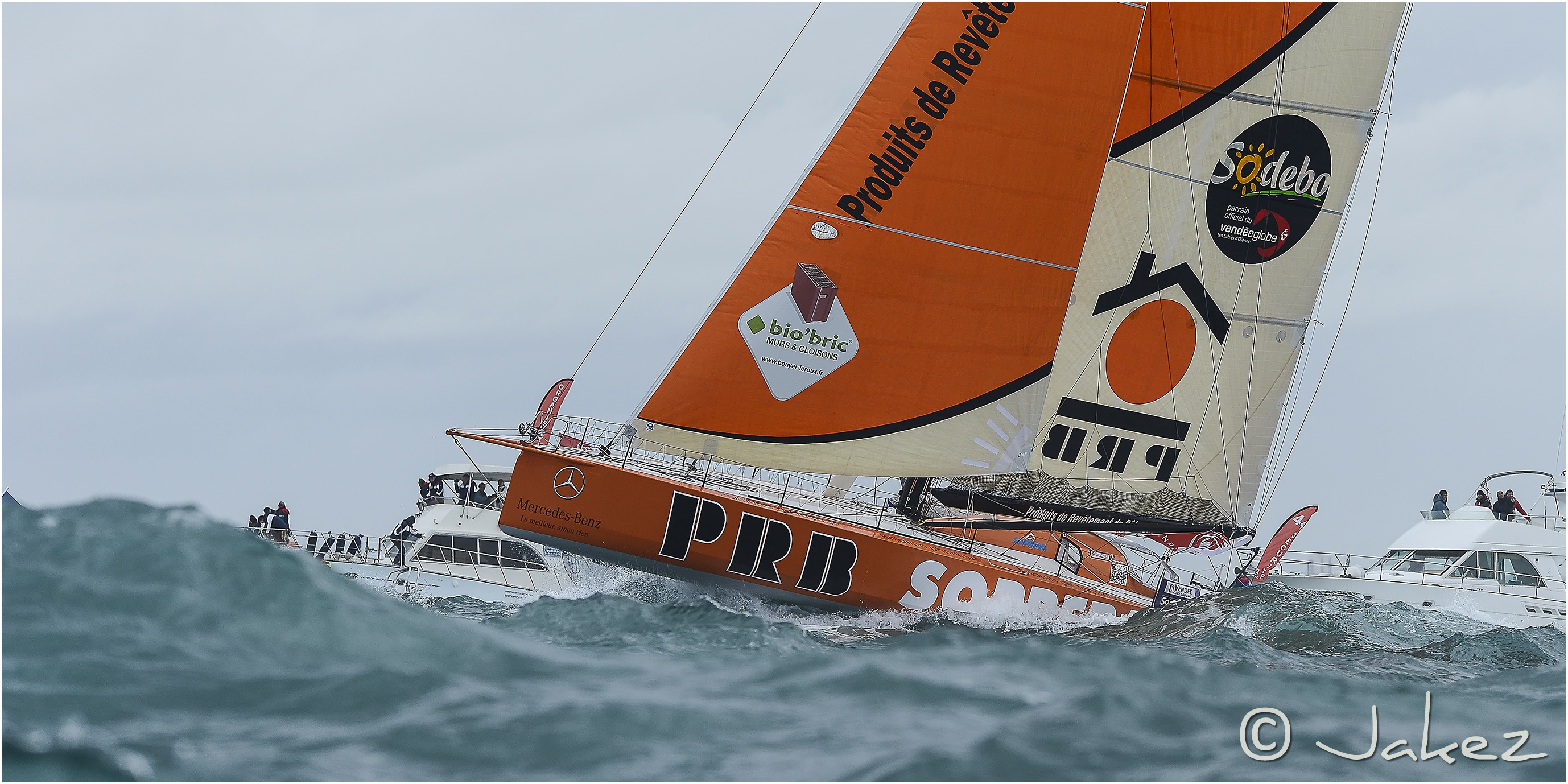
Le cinquième Imoca PRB, barré par Vincent Riou avant le départ du Vendée Globe 2012-2013.

En 2019, Escoffier quitte le Team Banque populaire pour retrouver l'entreprise PRB. Il est appelé à succéder à Vincent Riou à la barre du cinquième Imoca PRB, lancé en 2010 et transformé en foiler en 2018,. Escoffier base son projet au sein de la structure de Riou à Port-la-Forêt. À proximité se trouve le pôle Finistère course au large.
Il remporte le Grand Prix Guyader 2019 en équipage. Dans la Fastnet Race, avec Nicolas Lunven, il termine 2e des Imoca. Les deux hommes sont également 2es du Défi Azimut et 2es de la Transat Jacques-Vabre.
En 2020, il fait partie du conseil d'administration de l'association Imoca.
En 2020, Escoffier dispute sa première course en solitaire, la Vendée-Arctique-Les Sables-d'Olonne, réservée aux Imoca. Il termine 5e. Il prend part au Vendée Globe où il abandonne au 22e jour en 3e position après le naufrage de son bateau PRB auquel il survit.

### Naufrage et sauvetage pendant le Vendée Globe 2020-2021
Le 30 novembre 2020, Kevin Escoffier, à bord du cinquième Imoca PRB, un bateau de 11 ans, 3e dans le classement au 22e jour de la course et progressant dans les 40e Rugissants à 600 milles au sud-ouest du Cap, tribord amure dans un vent de sud-ouest de 20 à 30 nœuds, en J2 grande voile et deux ris, gennaker affalé, règle ses voiles sur une mer avec une houle de plus de 5 m. Soudain, il entend un bruit très important. Le bateau, après avoir surfé, s'est planté dans le creux d'une vague et s'est plié au niveau du pied de mât. L'étrave et l'arrière du bateau forment un angle de 90°. Kevin Escoffier rentre immédiatement dans le cockpit et aperçoit l'eau qui monte très vite. Il envoie un message écrit à l'équipe PRB : « Je coule. Ce n'est pas une blague. MAYDAY » qui est reçu par Jean-Marc Le Failler, enfile immédiatement sa combinaison de survie (TPS) et s'empare de la balise de détresse du bateau. L'eau pénètre ensuite dans le matériel électronique qui produit de la fumée. Le radeau de survie, situé à l'avant du bateau, est déjà sous trois mètres d'eau. Kevin Escoffier utilise un couteau pour prendre le radeau de survie arrière qui est lui aussi sous l'eau, mais beaucoup moins profond. Emporté par une déferlante, il n'a pas d'autre choix que de quitter le bateau et de déclencher le gonflage de son radeau dans lequel il peut ensuite monter,,,.
Il déclenche la balise de détresse du bateau à 14 h 46 (CET). Son signal est perçu par le CROSS Gris-Nez qui téléphone au directeur de course du Vendée-Globe, Jacques Caraës. Il déclenche une seconde balise qu’il porte toujours dans son ciré. Il peut alors voir la pointe de l’étrave de PRB dirigée vers le ciel.
Les secours (dont le MRCC de Cape Town) s'activent, en liaison à terre avec, entre autres, Sébastien Josse, Christian Dumard, Jean-Jacques Laurent, Yves Auvinet, et Météo France qui permet l'utilisation d'un simulateur de dérive. Le bateau cargo le plus proche est à une vingtaine d'heures. Jacques Caraës communique à Jean Le Cam, à bord de Yes We Cam!, concurrent le plus proche, deux heures derrière, les coordonnées de la balise de détresse AIS MOB Man Over Board (40° 55′ S, 9° 18′ E
) pour qu'il s'y déroute avec l'autorisation d'utiliser son moteur.
Arrivé vers 17 h sur place, Jean Le Cam aperçoit le radeau de survie de PRB, puis son skipper à l'intérieur. Le temps de manœuvrer pour revenir vers le radeau, handicapé par des creux de plus de cinq mètres, par des problèmes de moteur et par la nuit tombante, Jean le Cam perd le contact visuel et ne retrouve pas le signal de l’AIS dont la portée est réduite en raison de la mer formée. Malgré cinq à sept passages dans la zone, Kevin Escoffier est introuvable.
La direction de course demande à Yannick Bestaven (à bord de Maître CoQ IV) et à Boris Herrmann (à bord de Seaexplorer - Yacht Club De Monaco), puis à Sébastien Simon (à bord de Arkea-Paprec), de se diriger vers le radeau de survie, en organisant un quadrillage de la zone suivant une procédure concertée entre les quatre skippers portant secours (voilure réduite, déplombage du moteur), qui reçoivent de Jacques Caraës un nouveau point de positionnement. Au moment du contact visuel avec Jean Le Cam, Kevin Escoffier prend espoir. Il se prépare à attendre le lever du jour et le retour de conditions météo plus faciles car vers 17 h, la houle et le vent rendent un transbordement très difficile.
Protégé par une simple toile des vagues qui tapent, Kevin Escoffier passe une douzaine d’heures dans son radeau de survie sur une eau à une douzaine de degrés Celsius. Il éteint sa balise individuelle pour que sa batterie reste chargée et pour être certain de pouvoir la rallumer si besoin le lendemain. Il pense à sa femme et sa fille. Il s’assoupit quelque temps et mange des rations de survie. Il doit écoper un peu d'eau qui réussit à entrer dans le radeau. Puis, dans la nuit, il entend un claquement de voile qui lui fait ouvrir la fermeture éclair de son radeau. Il voit le bateau de Jean Le Cam qui a aperçu un point lumineux émis par le radeau de survie. Il s’est rapproché, s’est mis au vent du radeau et s’est laissé dériver jusqu'à lui. Il lui envoie un bout avec un flotteur que Kevin Escoffier attrape, permettant aux deux embarcations de se rapprocher l'une de l'autre. Yes we Cam! est ballotté par la houle au point que son hélice sort parfois de l’eau. Son moteur est à fond en marche arrière. Kevin Escoffier peut enfin accrocher la barre de transmission et sauter à bord de Yes we cam! finalisant son sauvetage vers 2 h 8, heure française, le 1er décembre 2020.
Quelques heures après le sauvetage, il déclare qu'il continuera à faire du bateau[réf. nécessaire].
Le 6 décembre, Kevin Escoffier est transbordé du bateau de Jean Le Cam sur une petite embarcation semi-rigide puis de celle-ci vers la frégate militaire française le Nivôse prépositionnée aux îles Kerguelen.

Trois mois plus tard, il revient sur son naufrage : 

« Je ne vois pas ce que j’aurais pu faire de différent pour éviter la casse, d’autant que je n’avais pas l’impression de tirer sur le bateau. J’ai fait tout ce que je jugeais nécessaire pour renforcer cet Imoca léger sur lequel des grands foils avaient été ajoutés. PRB a été contrôlé à 100 % à deux reprises avant le Vendée Globe. Avec les architectes, nous faisons l’hypothèse que la casse est partie du bordé en avant des foils puis s’est propagée dans le fond de coque et sur l’autre côté. C’est la seule explication qui nous semble plausible pour qu’un bateau de cette taille s’ouvre en deux. Mais on ne saura jamais avec certitude ce qui est arrivé. »

 En avril 2022, il met à la vente le gilet de sauvetage qu'il portait durant son naufrage, au profit de la Société nationale de sauvetage en mer, permettant de reverser 7 000 euros à l'institution.

### Parenthèse en Ultime

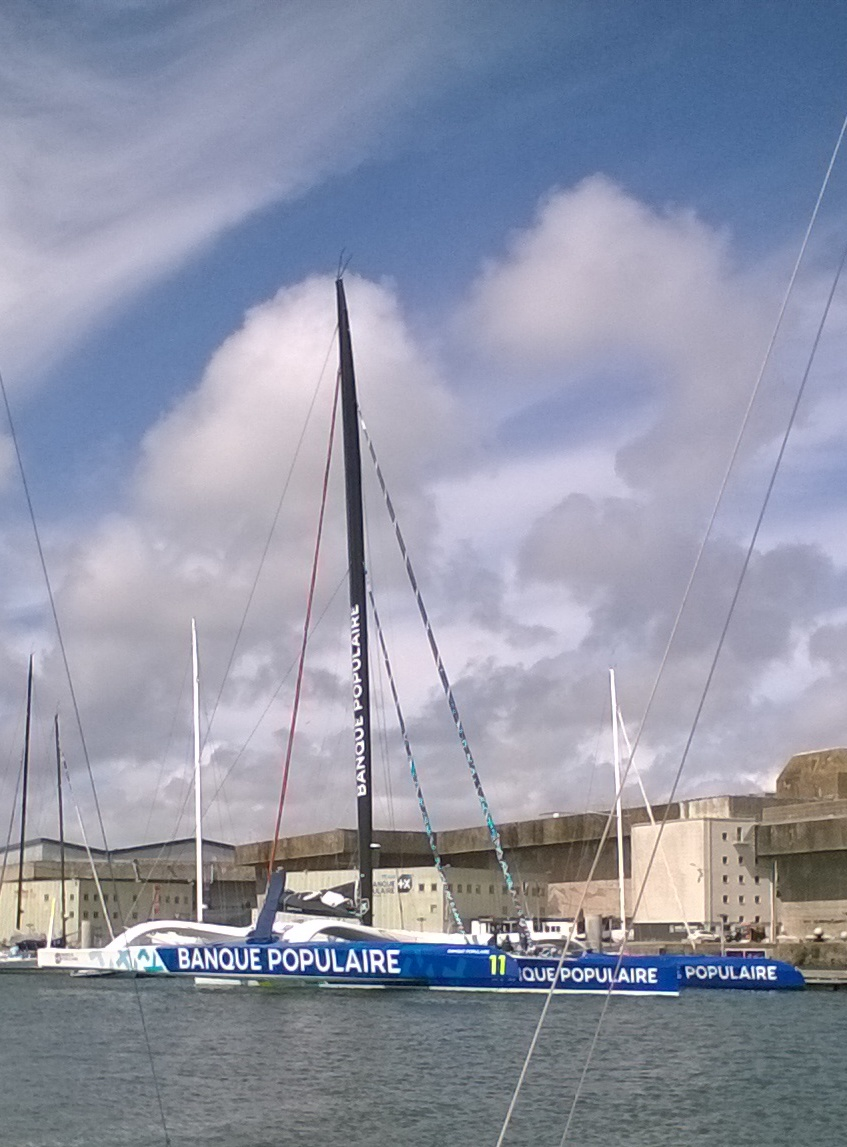
Banque populaire XI à Lorient en mai 2021.

Le 23 février 2021, le Team Banque populaire annonce le retour en son sein de Kevin Escoffier, pendant un peu moins d'un an. Il sera co-skipper d'Armel Le Cléac'h sur le futur Ultime Banque populaire XI. Escoffier revient donc dans une structure qu'il connaît très bien pour y avoir passé 12 ans. Il avait d'ailleurs participé au début de la conception du bateau, en tant que responsable du bureau d'études. Le 27 avril, Banque populaire XI est mis à l'eau. Sa première grande course sera la Transat Jacques-Vabre, qu'il terminera 3e.

### Le sixième ImocaPRB, devenuHolcim-PRB

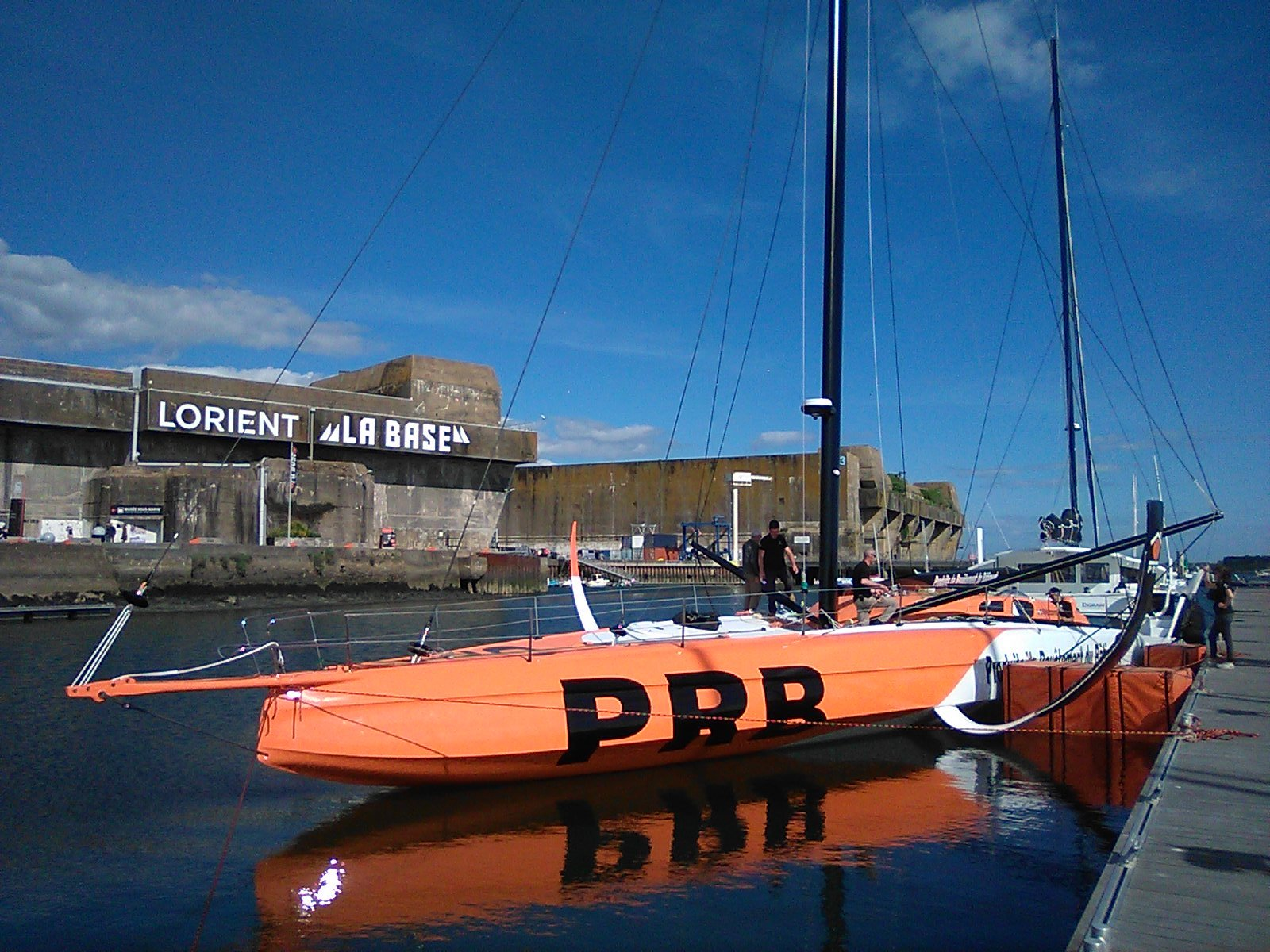
Le sixième Imoca PRB à Lorient, le jour de sa mise à l'eau.

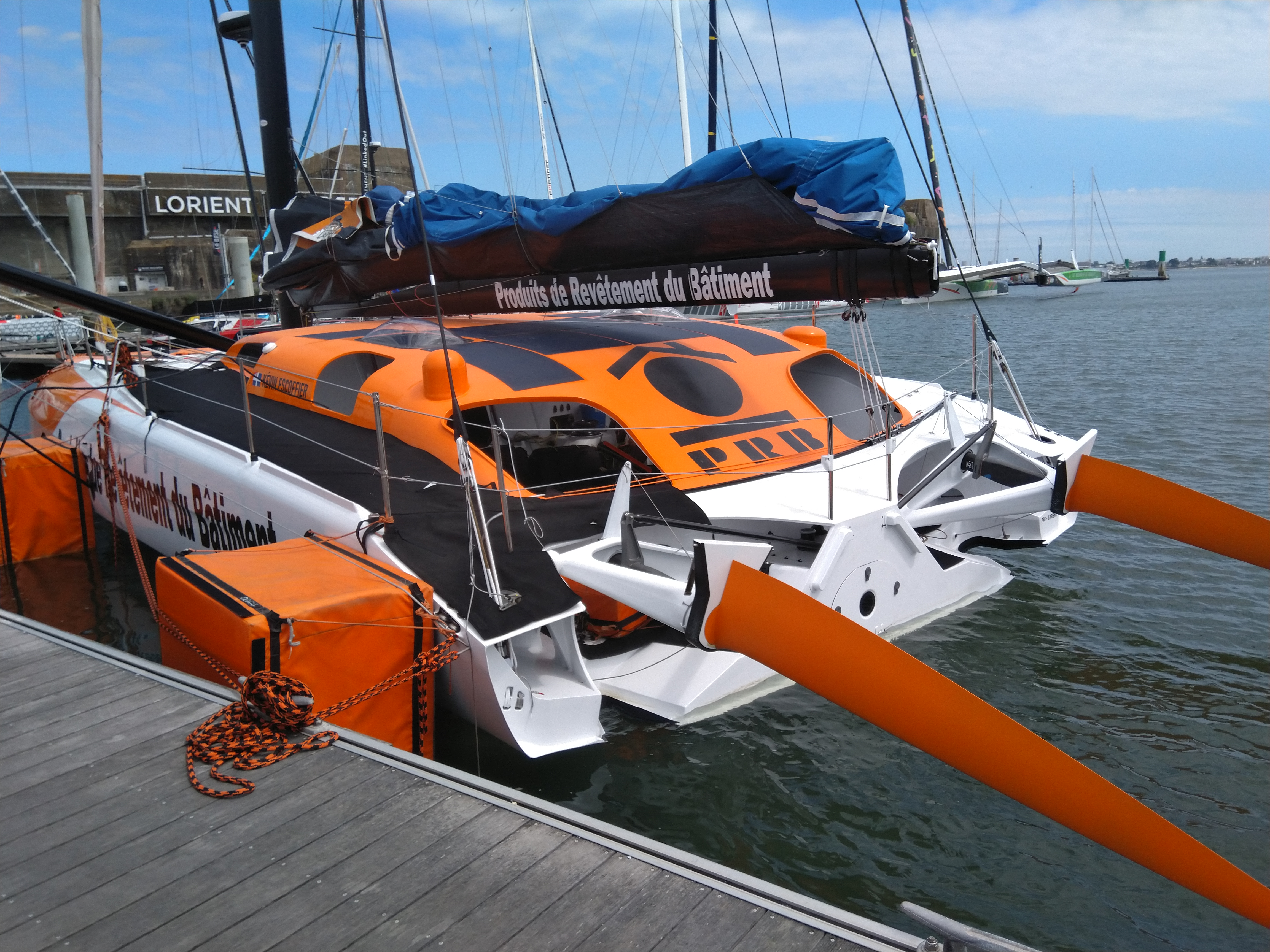
Cockpit entièrement protégé pour PRB.

Fin mai 2021, Escoffier et PRB annoncent le projet d'un nouveau bateau, qui sera le sixième Imoca du nom de PRB. Ils viennent de racheter une coque en construction au chantier Carrington Boats, dans le Hampshire. Ce projet a été abandonné, le financement n'ayant pu être bouclé.

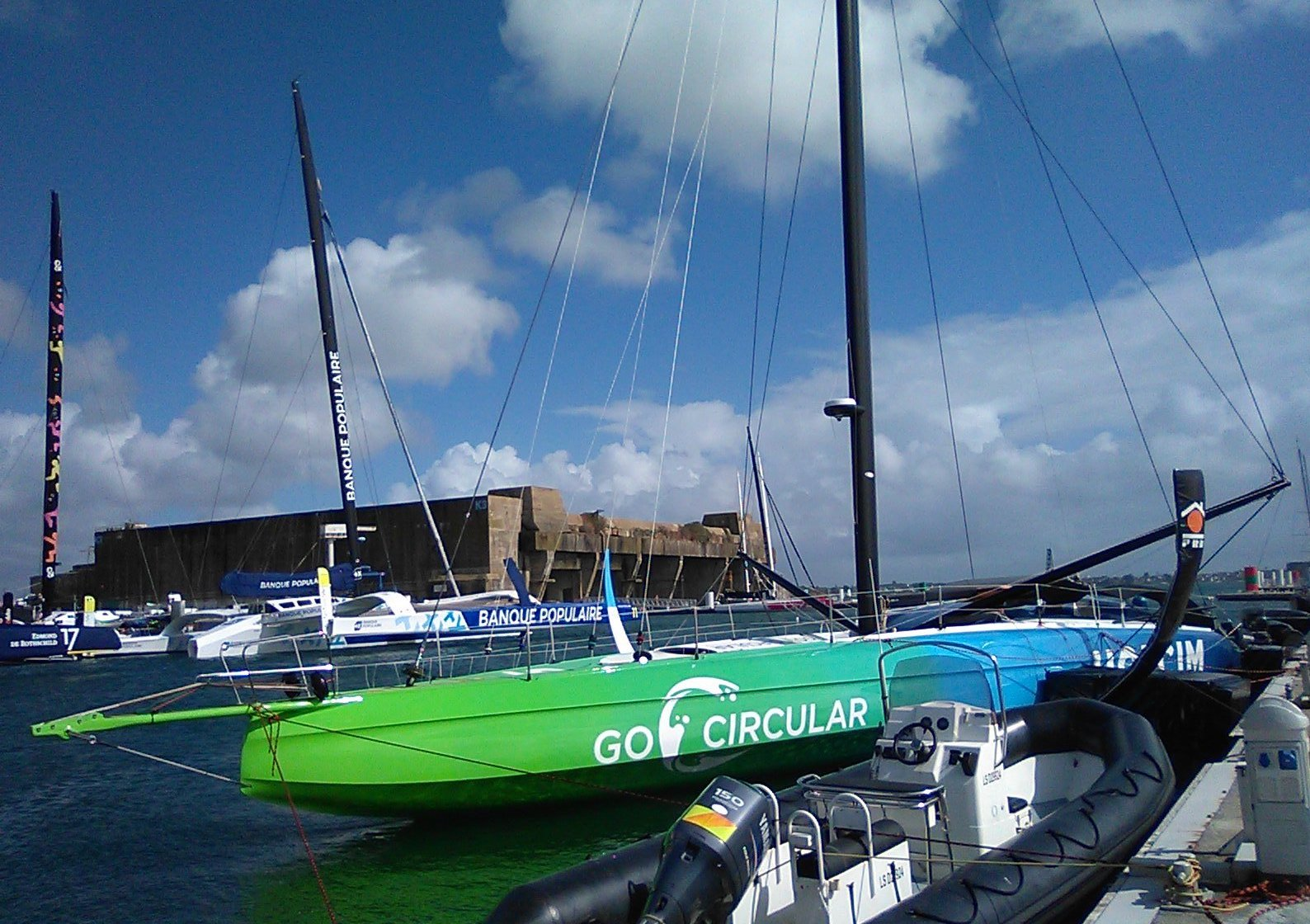
Holcim-PRB à Lorient, en septembre 2022.

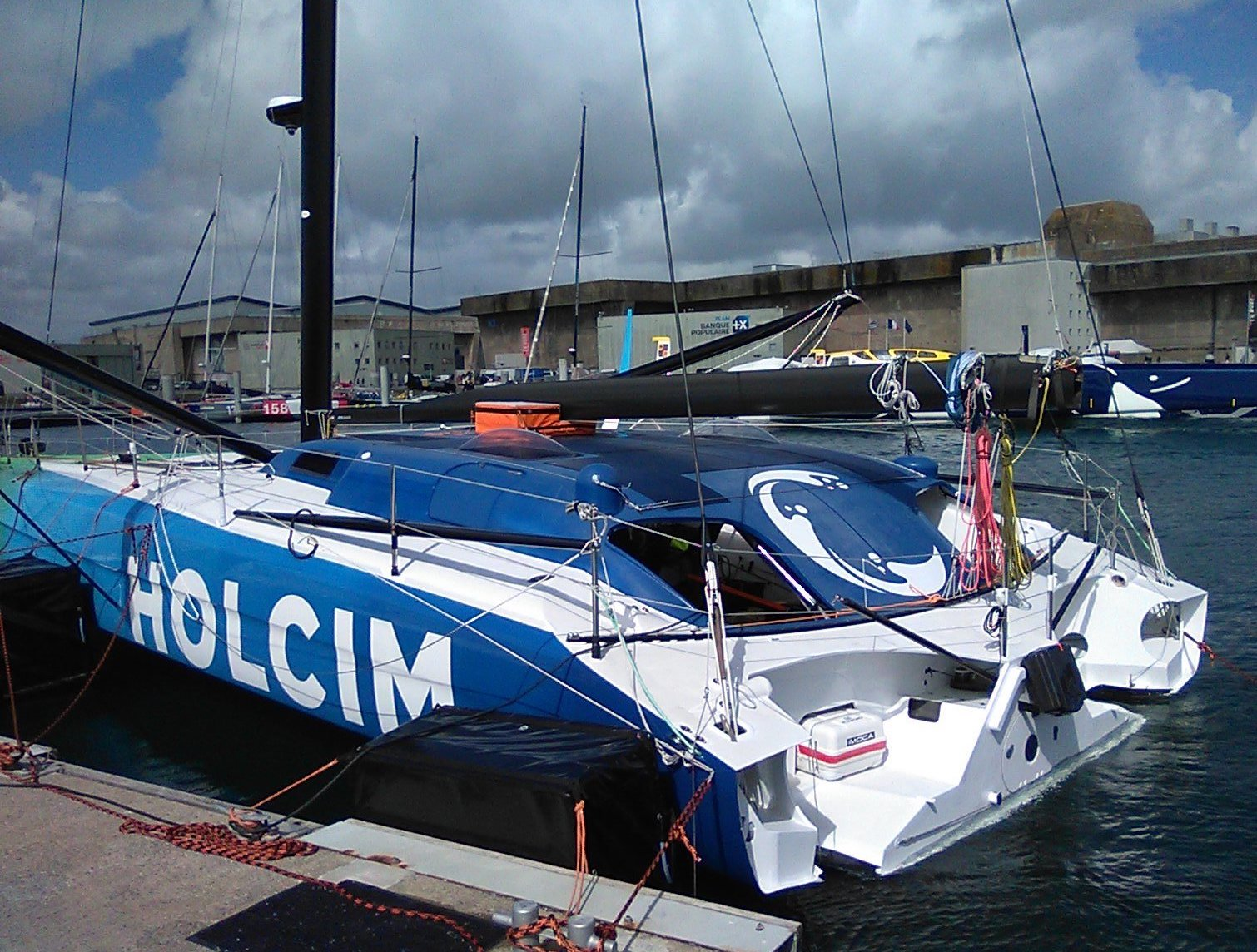
Holcim-PRB.

Achevée chez Carrington Boats, la coque nue pontée du futur PRB est transportée en France fin janvier 2022. À Lorient, le bateau est finalisé. Le sixième Imoca PRB est mis à l'eau le 7 mai 2022. En août, il change de nom : il devient Holcim-PRB.

### Accusations d'agression sexuelle
Pour un article plus général, voir Violences sexuelles et sexistes dans le sport français.
En juin 2023, le navigateur fait l'objet d'un signalement par la Fédération française de voile auprès du Ministère des Sports puis de la justice en faisant jouer l’article 40, après des faits « apparentés à une agression sexuelle » qui se seraient déroulés en mai aux États-Unis, lors d’une escale de The Ocean Race 2022-2023. À la suite de cet événement, il quitte la course et l'équipe Holcim-PRB en laissant la direction de l'équipage à Benjamin Schwartz, et une enquête judiciaire est ouverte par le parquet de Paris.
En août 2023, la Fédération française de voile annonce avoir reçu de nouveaux signalements, et ouvre une nouvelle procédure disciplinaire pour « comportements inappropriés envers des femmes »,. En octobre 2023, la commission nationale de discipline de la Fédération prononce une suspension de 18 mois aux compétitions qu'elle organise. Niant les faits, Escoffier fait appel de cette décision, de même que la Fédération, qui estime la sanction trop douce,. En mars 2024, le comité national olympique et sportif français demande à la FFV de reconsidérer le dossier, estimant que la décision d'appel n'a pas été jugée en respectant suffisamment le principe procédural du contradictoire. La FFV a annulé le 22 mars 2024 la suspension, regrettant qu'un vice de procédure conduise à l'annulation de la sanction disciplinaire. Cependant, l'enquête judiciaire ouverte en juillet 2023 par le parquet de Paris et confiée depuis au commissariat de Lorient suit son cours, s'appuyant sur au moins une plainte.
En février 2025, Escoffier est entendu sous la régime de la garde à vue au commissariat de Lorient dans le cadre de trois plaintes pour agressions sexuelles, où dix femmes auraient été auditionnées. Escoffier conteste une nouvelle fois les accusations et ressort libre sans contrôle judiciaire.
Selon l'AFP en mai 2025, Escoffier doit être jugé par le tribunal correctionnel de Lorient le 30 mars 2026 suite aux plaintes pour agressions sexuelles de quatre femmes.
Toujours en mai 2025, « Le Canard enchaîné », poursuivi en diffamation par le skipper après un article évoquant une agression sexuelle, est relaxé. Le tribunal correctionnel de Paris reconnait que l’enquête du journal satirique reposait « sur un ensemble d’éléments croisés et recoupés ».

## Palmarès
2005 : 1er de la Transat Jacques-Vabre, avec Franck-Yves Escoffier, à bord de Crêpes Whaou! 2
2009
- Record de distance parcourue en 24 heures, à bord de Maxi Banque populaire V[5], mené par Pascal Bidégorry
- Record de la traversée de l'Atlantique nord, à bord de Maxi Banque populaire V[5], mené par Pascal Bidégorry

2010
- 1er du Challenge Julius-Baer[5], à bord du Décision 35 Banque populaire, mené par Pascal Bidégorry
- Record de la traversée de la Méditerranée, à bord de Maxi Banque populaire V[5], mené par Pascal Bidégorry

2011
- 1er et détenteur du record SNSM, à bord de Maxi Banque populaire V, mené par Loïck Peyron[47]
- Record du tour des îles Britanniques, à bord de Maxi Banque populaire V[5], mené par Loïck Peyron
- Record de la Fastnet Race, à bord de Maxi Banque populaire V[4], mené par Loïck Peyron

2012 : Vainqueur du trophée Jules-Verne, à bord de Maxi Banque populaire V, mené par Loïck Peyron
2015 : 3e de la Volvo Ocean Race, à bord de Dongfeng Race Team (en), mené par Charles Caudrelier
2018 : 1er de la Volvo Ocean Race, à bord de Dongfeng Race Team, mené par Charles Caudrelier
2019
- 1er du Grand Prix Guyader, en équipage, à bord du cinquième Imoca PRB[5]
- 2e de la Fastnet Race, avec Nicolas Lunven, à bord de PRB[15]
- 2e du Défi Azimut, avec Nicolas Lunven, à bord de PRB[15]
- 2e de la Transat Jacques-Vabre, avec Nicolas Lunven, à bord de PRB[15]

2020
- 5e de la Vendée-Arctique-Les Sables-d'Olonne, à bord de PRB[15]
- 5e du Défi Azimut, à bord de PRB[48]
- Abandon dans le Vendée Globe 2020-2021

2021 : 3e de la Transat Jacques-Vabre en double avec Armel Le Cleac'h dans la Classe Ultime sur Banque populaire XI
2022 : 
- 5e du Défi Azimut à bord de l'Imoca Holcim-PRB[50]
- 4e Imoca de la Route du Rhum, à bord d'Holcim-PRB[51]